# Schefflera scandens
Schefflera scandens är en araliaväxtart som först beskrevs av Carl Ludwig von Blume, och fick sitt nu gällande namn av René Viguier. Schefflera scandens ingår i släktet Schefflera och familjen araliaväxter. Inga underarter finns listade.